# Cadw
Cadw (galés: mantener/proteger, pronunciación galesa: [ˈkadu]) es el servicio de patrimonio del Gobierno de Gales y parte del departamento de Turismo y Cultura. El organismo trabaja para proteger el patrimonio natural, histórico y monumental de Gales, y para hacerlo accesible y comprensible en la sociedad.

## Objetivos
La misión de la organización es:
- Conservar el patrimonio de Gales.

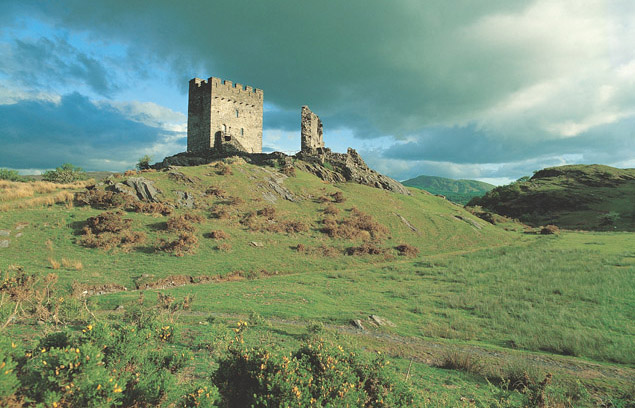
Castillo de Dolwyddelan, uno de los lugares gestionados por el Cadw.

- Mantener el carácter distintivo de los paisajes y las ciudades de Gales.
- Ayudar a las personas a entender y respetar el espacio y su historia y el rol de Gales en el mundo.
- Hacer una diferencia real en el bienestar de las personas en Gales.[1]

### Conservación y protección
El 2011 había tres espacios considerados Patrimonio de la Humanidad en Gales, 29 939 monumentos listados (493 de Grado I, 2124 de Grado II* y 27319 de Grado II); también  había 4175 monumentos planificados, 6 espacios históricos y 523 áreas de conservación. También se está realizando un registro de lugares de batalla significativos.
Cadw tiene responsabilidad específica sobre 127 espacios históricos, de propiedad estatal. Muchos de los grandes castillos de Gales y otros monumentos, como los palacios obispales, casas históricas y algunas abadías, son protegidas y gestionadas por el gobierno de Gales. Cadw es la entidad sucesora en Gales del Ministry of Works del Reino Unido
Los 5 espacios más visitados en 2010-2011 fueron:
- Castillo de Caernarfon (192 695 visitas),
- Castillo de Conwy (190 031 visitas),
- Castillo de Caerphilly (94707 visitas),
- Castillo de Harlech (93242 visitas),
- Castillo de Beaumaris (80660 visitas).[1]

## Organizaciones equivalentes
- Inglaterra — English Heritage
- Escocia — Historic Scotland
- Irlanda del Norte — Northern Ireland Environment Agency
- Isla de Man — Manx National Heritage